# سفينيا شولتسه
سفينيا شولتسه (بالألمانية: Svenja Schulze) (مواليد 29 سبتمبر 1968 في دوسلدورف) هي سياسية ألمانية تنتمي للحزب الديمقراطي الاجتماعي (SPD). تشغل منذ 8 ديسمبر 2021 منصب وزيرة التعاون الاقتصادي والتنمية في حكومة شولتس.
من 14 مارس 2018 إلى 8 ديسمبر 2021 شغلت منصب وزيرة البيئة وحماية الطبيعة والبناء والسلامة النووية في حكومة ميركل الرابعة. ومن 15 يوليو 2010 إلى 30 يونيو 2017 كانت وزيرة الابتكار والعلوم والأبحاث في ولاية شمال الراين-وستفاليا.

## أعمالها
أنهت شولتزه دراستها الثانوية عام 1988 من مدرسة نورف الثانوية في نويسس وفيما بعد التحقت بجامعة الرور في بوخوم لدراسةالعلوم السياسية وعلوم اللغة الألمانية حيث أنهت دراستها بدرجة الماجستر في عام 1996 . بعد ذلك عملت بشكل حر وبفاعلية في مجال الإعلانات والعلاقات العامة، ومنذ عام 2000 عملت بجد كمستشارة إدارية لفرع هام في القطاع العام وفي نهاية الأمر أصبحت خبيرة في في شركة بووز ألن هاميلتون (Booz Allen Hamiltom) .
بحلول عام 1988 انضمت للحزب الديمقراطي الاجتماعي الألماني (SPD) وفي عامين 1988 و1989 كانت متحدثة باسم منطقة شمال الراين-وستفاليا وفي العامين التالين كانت عضوًا في اتحاد الكلية الاشتراكي ورئيسة اللجنة الطلابية العامة لجامعة الرور في بوخوم. وفي إطار دراستها قامت بتديب في المعهد المهني أليس زالمون (بوخوم)(Alice-Salomon-Berufskolleg) . من عام 1993 حتى عام 1997 كانت شولتزه رئيسة يوزوز (Jusos) وهي منظمة شبابية تابعة للحزب الديمقراطي الاجتماعي الألماني (SPD) وخلال عام 1996 حتى عام 2002 ومنذ عام 2006 تشغل منصب عضو مجلس الإدارة لمنطقة شمال الراين وستفاليا في الحزب .
في الفترة ما بين الثالث من يونيو (حزيران) لعام 1997 حتى الأول من يونيو (حزيران) لعام 2000 والفترة ما بين الثان والعشرين من أكتوبر ( تشرين الأول ) لعام 2004 حتى السادس عشر من شهر مارس ( أذار ) لعام 2018 كانت برلمان ولاية شمال الراين-وستفاليا . وفي الماضي كانت قد خَلفت فرانك بارنوفيسكي الذي كان قد تم انتخابه ليكون رئيس مجلس البلديات في غلزنكيرشن . تم انتخابها مرة أخرى لبرلمان الولاية في عام 2005 و2010 ، وفي انتخابات الثالث عشر من مايو (أيار) لعام 2012 حصلت على مقعد مباشر في الدائرة الانتخابية لبرلمان ولاية مونستر II حيث تم انتخابها مباشرة في برلمان الولاية بنسبة 40,1 بالمئة . في عام 2007 تولت رئاسة الحزب الديمقراطي الاجتماعي الألماني (SPD) لمقاطعة اونتابيتسيرك مونستر بعد كغيستوف شتيزا واستمرت في منصبها هذا حتى الحادي والعشرين من شهر مايو (أيار) لعام 2011 .
بعد انتخابات برلمان الولاية عام 2010 عينتها هيلين كرفت كوزيرة الابتكار والعلوم والأبحاث لولاية شمال الراين وستفاليا (حكومة كرفت)، ومع إلغاء رسوم الدراسة في شمال الراين وستفاليا أطلقت شولتزه أحد المشاريع السياسية الكبرى للحكومة. وخلال فترة وزارتها في عام 2011 ظهرت القضية المعروفة قضية الكرة النووية . في الواحد والعشرين من شهر يونيو (حزيران) لعام 2012 تم تعينها لمنصبها الوزاري السابق في حكومة كرافت الثانية .
منذ العاشر من يونيو (حزيران) لعام 2017 تشغل شولتزه منصب سكرتير عام للحزب الديمقراطي الاجتماعي الألماني في مونستر في وستفاليا
، وفي الثامن من ديسمبر (كانون الأول) لعام 2017 تم اختيارها لتكون مستشارة لمجلس إدارة الحزب  وفي اليوم التالي تم اختيارها لتكون في مجلس رئاسة الحزب .
تم ترشيحها عن الحزب الديمقراطي الاجتماعي الألماني (SPD) في التاسع من مارس (أذار) لعام 2018 لمنصب الوزيرة الاتحادية للبيئة وحماية الطبيعة والبناء والسلامة النووية لحكومة ميركل الرابعة.
و علاوة على ذلك فإن شولتزه عضو في الجمعية الخيرية اربيتيافولفات ( بالألمانية : Arbeiterwohlfahrt) والجمعية الصناعية للتعدين والكمياء والطاقة (بالألمانية : IG Bergbau, Chemie, Energie (IG BCE)) ومنظمة رابطة حماية الطبيعة في ألمانيا ( بالألمانية :Naturschutzbund Deutschland (NABU)) ونادي الطعام البطيئ، كما أنها شاركت في تأسيس شبكة فغاونتسايتن ( بالألمانية :Frauenzeiten).

## الحكومات
- حكومة كرافت الأولى - كوزيرة الابتكار والعلوم والأبحاث لولاية شمال الراين وستفاليا (2010-2012).
- حكومة كرافت الثانية - كوزيرة الابتكار والعلوم والأبحاث لولاية شمال الراين وستفاليا (2012–2017).
- حكومة ميركل الرابعة - كالوزيرة الاتحادية للبيئة وحماية الطبيعة والبناء والسلامة النووية (منذ الرابع عشر من شهر مارس / أيار 2018)

## وصلات خارجية
- سفينيا شولتسه على موقع IMDb (الإنجليزية)
- سفينيا شولتسه على موقع مونزينجر (الألمانية)
- سفينيا شولتسه على موقع قاعدة بيانات الفيلم (الإنجليزية)
- الموقع الرسمي (بالغة الألمانية)
- Svenja Schulze beim Landtag Nordrhein-Westfalen (بالغة الألمانية)
- الصفحة الرسمية للوزارة  (بالغة الألمانية)